# سرهنگ‌تپه
سرهنگ تپه مربوط به عصر آهن است و در شهرستان ابهر، بخش سلطانیه، ۲ کیلومتری غرب روستای عباس‌آباد واقع شده و این اثر در تاریخ ۲۶ دی ۱۳۸۶ با شمارهٔ ثبت ۲۰۵۴۱ به‌عنوان یکی از آثار ملی ایران به ثبت رسیده است.